# Ilê Axé Ajagunã
Ilê Axé Ajagunã terreiro de Candomblé Queto localizado na rua Jardim Diamante, lote 14, Areia Branca, Lauro de Freitas, Bahia. Foi fundado pelo babalorixá Aristide Oliveira Mascarenhas.
Tombado pelo Instituto do Patrimônio Artístico e Cultural da Bahia (IPAC), em 21 de março de 2005
No tombamento que foi feito na sede do terreiro, estavam presentes a superintendente de Cultura Sonia Bastos, representando o secretário da Cultura e Turismo, Paulo Gaudenzi, e Júlio Braga, diretor geral do Instituto do Patrimônio Artístico e Cultural da Bahia (IPAC).
Desde 1986 desenvolve inúmeros projetos sociais na fundação do Centro Comunitário Recreativo e Beneficente Ajagunã.
As atividades de cunho social do terreiro são realizadas em parceria com as três esferas governamentais e envolvem programas como o PETI – Programa de Erradicação do Trabalho Infantil e o FAT – Fundo de Amparo ao Trabalhador. Além disso, em parceria com a Secretaria de Saúde do Estado da Bahia, desenvolve programas de planejamento familiar com a comunidade local.